# Ogrish.com
Ogrish.com era um site de choque que possuía conteúdo extremamente violento, reunindo vídeos de guerras, acidentes e execuções de todo o mundo. O site era muito visitado por conter vídeos relacionados aos conflitos no Oriente Médio, com decapitações e fuzilamentos praticados por jihadistas na Guerra contra o Terrorismo.
O site foi bloqueado na Alemanha, depois de o grupo de proteção Jugend Schutz verificar que o ogrish.com não checava a idade de seus usuários. O acesso à página tornou-se indisponível em outros países europeus com a medida.
Desde 2006, todo o conteúdo foi retirado do ar, e o endereço redireciona para o site Liveleaks, fundado pelos criadores do ogrish.com, e dedicado a armazenar mídia produzida por indivíduos nos locais de conflito, como uma fonte de informações alternativa às agências de notícias tradicionais.

## Nome
O nome do site vinha do termo inglês arcaico ogrish, alternativamente escrito ogreish, que significa "semelhante a um ogro", e tem o sentido figurado de designar uma pessoa excessivamente bruta, feia ou cruel.